# Sciacca
Este artículo trata de una comunidad, para el filósofo del mismo nombre véase Michele Federico Sciacca

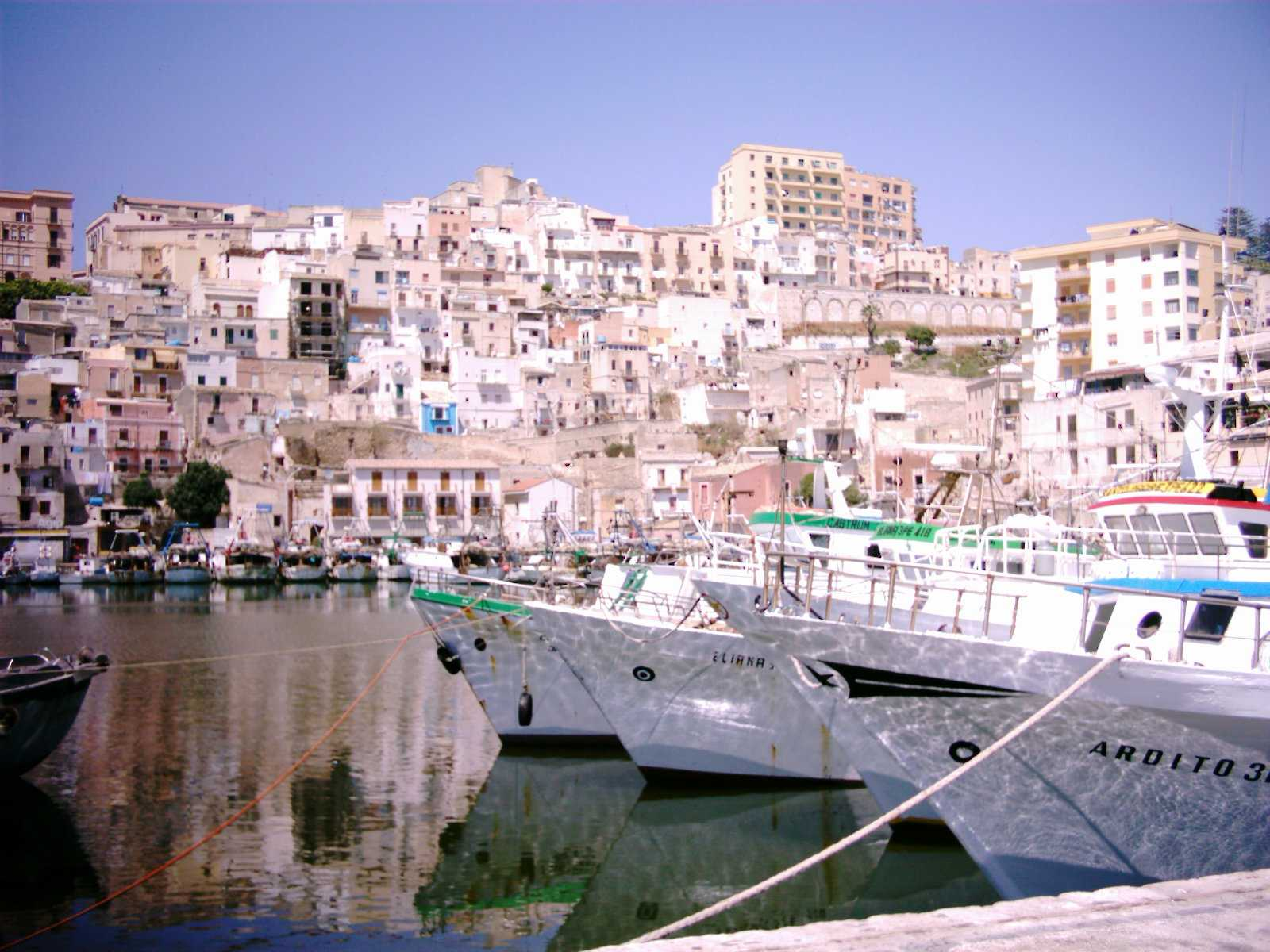

Sciacca [ˈʃakka] es una comuna siciliana, en la provincia de Agrigento.

## Etimología
Tradicionalmente se supone que es una variación de la palabra mariano sheik (señor), en efecto el nombre de la ciudad se escribía en siciliano  Xacca (la x con un sonido semejante al de sh) y se interpretaba que significaba «Señora», en efecto los gobernadores de esta población eran llamados jeques por los árabes tal como lo atestigua Fazello (1498-1570); sin embargo se supone otra etimología más remota derivada de Xach nombre que quizás se le diera localmente a una deidad como Mercurio o a la diosa Pomona que fue apodada por los latinos como Sacca por significar la abundancia. Otros como Michele Amari suponen nuevamente etimologías árabes diferentes: saqqa (verbo que significa sacar, quitar, dividir), o de syaq (baño) o de Saqqah derivada esta última de la deidad siríaca preislámica Shai al Quaaum.

## Evolución demográfica
| Gráfica de evolución demográfica de Sciacca entre 1861 y 2001 |
|                                                               |
| Fuente ISTAT - elaboración gráfica de Wikipedia               |

- Datos: Q432681
- Multimedia: Sciacca / Q432681
- Guía turística: Sciacca

1. ↑  Worldpostalcodes.org, código postal n.º 92019.
2. ↑  «Codici Catastali». Comuni-italiani.it (en italiano). Consultado el 29 de abril de 2017.